# Cono ISO

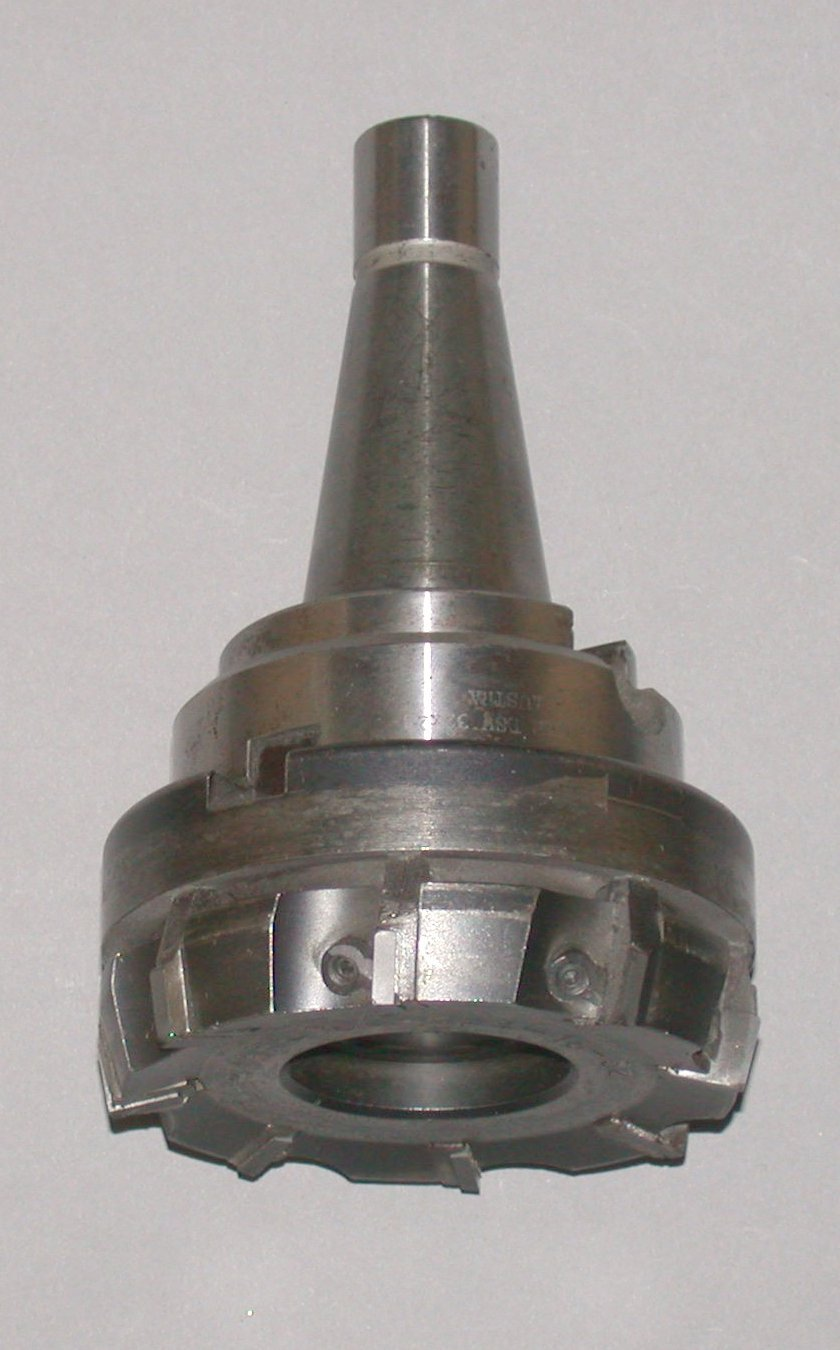
Cono ISO.

El cono ISO es el tipo de ahusamiento que tienen muchos portaherramientas, que se acoplan en los ejes de una fresadora, mandrinadora y centros de mecanizado.
La conicidad de este tipo de cono es estándar (7/24), es superior a las de los con Morse, y también son más robustos.
Las dimensiones de los conos ISO están normalizadas y se denominan por el diámetro exterior del cono como ISO 30, 40 y 50.
El cono ISO aparte de su conicidad,  tiene unos anclajes que se acoplan  la máquina para evitar el patinando cuando se producen grandes esfuerzos de corte. Denominando de diferente formas estos conos si bien tienen el mismo grado de conicidad que corresponde con un ángulo de generatriz de 8°17’ 50’’.
Correspondiente a tipos mango para fresas frontales tenemos los tipos:
- Cónico ISO - DIN 2080
- Cónico ISO - DIN 69 871

## Manipulación, transporte y almacenamiento
Estas herramientas son piezas metálicas pesadas, duras pero a la vez muy frágiles. Su transporte y almacenamiento se realizará de forma fácil y segura.
Para ello existen unos soportes plásticos , con un alojamiento de forma cónica, en los que la propia herramienta queda en posición vertical apoyando directamente sobre su extremo cónico.
Como hay una gran variedad de herramientas con conicidades diferentes, hay también el mismo número de apoyos plásticos porta herramientas, cada uno para su correspondiente herramienta.